# سیارک ۲۸۹۱
سیارک ۲۸۹۱ (به انگلیسی: 2891 McGetchin، نامگذاری:1980MD) دو هزار و هشتصد و نود و یکمین سیارک کشف شده‌است که در ۱۸ ژوئن ۱۹۸۰ کشف شد.
قدر مطلق سیارک برابر ۱۱٫۲۰ است.